# Klods-Hans (tidsskrift)
 For alternative betydninger, se Klods-Hans (flertydig). (Se også artikler, som begynder med Klods-Hans)
Klods-Hans var et dansk illustreret politisk-satirisk ugeblad, der udkom fra 1899 til 1926. Tegneren Alfred Schmidt var medgrundlægger og hovedredaktør af bladet og tegnede sammen med bl.a. Knud Gamborg, Paul Fischer, Carl Røgind, Axel Thiess og Herluf Jensenius satiriske tegninger over samtidens borgerskab, politiske begivenheder og gadelivets persontyper.